# أنيل كومار باغباي
أنيل كومار باغباي هو سياسي هندي، ولد في 2 يوليو 1957 في منطقة فرروخاباد في الهند. نشط حزبياً في Aam Aadmi Party ‏. وقد انتخب عضو الجمعية التشريعية في دلهي ‏.